# Ed Schafer
Edward Thomas Schafer, detto Ed (Bismarck, 8 agosto 1946), è un politico statunitense, Segretario dell'Agricoltura degli Stati Uniti d'America nell'amministrazione Bush Jr. dal 2008 al 2009 e in precedenza Governatore del Dakota del Nord dal 1992 al 2000.